# Уво
Уво или ухо је периферни орган чула слуха и равнотеже. Чуло слуха не игра само улогу у комуникацији већ служи и као систем за упозорење и оријентацију. У унутрашњем уву смештен је Кортијев орган, као најважнији део органа чула слуха, јер претвара звучне таласе који из спољашње средине преко спољашњег ушног ходника доспевају до бубне опне и унутрашњег до овог органа који их претвара у нервне импулса који се даље преносе кроз кохлеарни нерв. У унутрашњем уву смештен је и орган чула равнотеже, који информације о промени положаја главе и тела у простору такође претвара у нервне импулсе, које шаље вестибуларним нервом у централне структуре. Вестибуларни и кохлеарни живац се уједињују у вестибулокохлеарни живац. Вестибулокохлеарни нерв је 8. мождани нерв.
Многе животиње имају уши. Грађа и положај ушију су различити од врсте до врсте. Код инсеката уши су у виду сензора, а неки гуштери (саламандер) чују уз помоћ грудног коша и плућа. Змије не поседују спољашње уво, али је средње и унутрашње уво добро развијено.
Уши региструју звучне (механичке) таласе и претварају их у електричне сигнале, који се шаљу у централне структуре где се ти сигнали „дешифрују“ и настаје осећај слуха.
Људско уво може регистровати звучне таласе фреквенције од 16 до 20.000 херца. У старости је овај распон мањи због бројних дегенеративних промена. Неке животиње као нпр. слон могу да региструју дубље фреквенције, односно фреквенције у инфразвуку. Друге као нпр. слепи миш, делфин могу регистровати знатно веће фреквенције него човек, односно фреквенције у ултразвуку.
Улога ува као органа чула слуха није само да региструје звучне таласе, већ и да их локализује (улога у оријентацији). Уво може регистровати локацију одакле звук долази. Уво које је окренуто извору звука региструје звук раније од оног на супротној страни, односно чује га гласније. Ове разлике у чујности се прерађују у мозгу и добијају се информације о локацији са које долази звук.
Међутим за одређивање тачне локације звука човеку није довољно само чуло слуха, већ и чуло вида.
Код других животиња, нпр. слепих мишева и делфина, довољно је само чуло слуха да би тачно регистровали извор звука. Они у ствари виде звуком. Ове животиње емитују ултразвучне сигнале, који се одбијају од околних објеката. Одбијене сигнале региструју врло осетљивим чулом слуха. На слушном принципу раде сонари и радари.

## Централни и периферни делови система слуха и равнотеже
Органи чула слуха и равнотеже представљају доста сложен систем који има своје периферне и централне делове.
Периферни делови слушног система служе за пријем механичких таласа и њихово претварање у нервне импулсе. Периферни делови вестибуларног система региструју промену положаје тела у простору и ове опажаје такође претварају у нервне импулсе које шаљу у централни нервни систем.
Централни делови слушног система су смештени у мозгу. Они прерађују примљене информације са периферије на основу којих се у мозгу ствара доживљај слуха и положаја тела у простору.
Централни делови вестибуларног система повезују информације из периферног вестибуларног система са другим системима као нпр. са визуелним системом (оком), малим мозгом и кичменом мождином.

## Уво као периферни орган чула слуха
Периферни орган чула слуха је уво које се анатомски састоји од спољашњег, средњег и унутрашњег ува.
- Спољашње уво чини: ушна шкољка и спољашњи слушни канал
- Средње уво чини бубна опна, бубна дупља, слушне кошчице, мишићи средњег ува и мастоидна шупљина. Средње уво је Еустахијевом тубом повезано са ждрелом.
- Унутрашње уво се састоји из вестибуларног лавиринта кога чине полукружних каналићи и вестибулума и из пужа (лат. Cohlea).

Периферном делу чула слуха припада и вестибулокохлеарни живац (видети кранијални живци).

## Грађа ува
Уво се дели на:
1. спољашње уво
2. средње уво
3. унутрашње уво

### Спољашње уво
Спољашње уво, као и средње, служе само за пријем и спровођење звучних таласа до унутрашњег ува. Спољашње уво се састоји из ушне шкољке и спољашњег ушног канала. На дну овог канала се налази бубна опна, која представља границу између спољашњег и средњег ува, а описује се најчешће спољашњим увом.

#### Ушна шкољка
Ушна шкољка је наборан кожно-хрскавични орган, који има облик левка, са ширим доњим делом. Доњи, знатно ужи део шкољке, који је мекан, јер не садржи хрскавицу, назван је режњић ушне шкољке (lobulus auriculae). Ушна шкољка је постављена на бочној страни лобање, између доњоивичног зглоба и мастоидног наставка.
На ушној шкољци се разликују две стране, спољашња и унутрашња. Спољашња страна ушне шкољке у целости је конкавна и показује многобројна испупчења и удубљења. У свом средишњем делу она је издубљена у пространу и дубоку јаму, која се зове шкољка ушне шкољке (concha auriculae), која води у спољашњи канал. Испред concha auriculae и отвора спољашњег ушног канала налази се троугласто испупчење названо трагус (tragus). Оно је својом базом прирасло за кожу лица, док му је врх окренут уназад и покрива мање или више улазни отвор у спољашњи ушни канал. Испод concha auriculae налази се спољашња страна раније поменутог lobulus auriculae.
Унутрашња страна ушне шкољке је у целини испупчена, а окренута је медијално и уназад. На овој страни, као и на спољашњој, налазе се разна удубљења и испупчења, која немају неког већег значаја. У састав ушне шкољке спадају: кожа, хрскавица ушне шкољке и делимично везе и мишићи. Кожа ушне шкољке облаже њену хрскавицу, уз коју је нарочито прирасла на спољашњој страни. Кожа носи ситне и ретке длачице, осим на унутрашњој страни трагуса, где се налазе чврсте и дуге длаке, назване ушне длаке или траги (tragi). Хрскавица ушне шкољке (cartilago auriculae) чини чврсту подлогу читаве ушне шкољке, осим у пределу lobulusa auriculae, који не садржи хрскавицу. На своме предњем делу хрскавица ушне шкољке се наставља хрскавицом спољашњег ушног канала (cartolago meatus acustici), са којом гради целину. Хрскавица ушне шкољке је еластична. Она углавном има иста удубљења и испупчења као и ушна шкољка, само су она јаче изражена.

#### Спољашњи ушни канал
Спољашњи ушни канал је хрскавичасто-коштани канал, који се пружа од ушне шкољке до средњег ува, од кога је одвојен бубном опном. Он се састоји из два дела: 1) хрскавично-коштаног, који се налази споља, и 2) коштаног, који се налази унутра, у продужетку хрскавично-опнастог дела.
Спољашњи ушни канал има различит правац. Посматран у целости, он је кос ка унапред и унутра, али његова два дела немају исти правац. Хрскавично-опнасти део се пружа навише, уназад и унутра, а коштани део наниже, напред и унутра, тако да оба дела канала заклапају међусобно туп угао отворен наниже и унапред. Стога при стављању ушног левка ради прегледа бубне опне ушну шкољку треба повући уназад и навише, чиме се осовине оба канала постављају у исту раван. Спољашњи део ушног канала је дуг око 25 mm. Спољашњу трећину од тога представља хрскавично-опнасти део, у унутрашње две трећине коштани део.
Спољашњи ушни канал, као што је речено, се састоји из два дела. Оба дела су изнутра обложена кожом.
1. Хрскавично-опнасти део, или хрскавични спољашњи ушни канал (meatus acusticus externus cartilagineus), представља спољну трећину канала. Предњи и доњи зид овог канала образује хрскавица ушног канала (cartilago meatus acustici), а задњи и горњи зид - фиброзна опна. Хрскавично-опнасти део образују два олучића, предње-доњи хрскавичав и задње-горњи опнаст, који су срасли дуж својих ивица.
2. Коштани део спољашњег ушног канала представља унутрашње 2/3 канала. Његов предњи и доњи зид гради pars tympanica, а задњи и горњи - pars squamosa слепоочне кости. Спољашњи крај овог дела меатуса представља спољашњи ушни отвор (porus acusticus externus), док се на унутрашњем крају причвршћује бубна опна (membrana tympani). Задњи зид коштаног дела канала је у односу на шупљинама у мастоидном наставку, а предњи и доњи са доњовиличном зглобом.
3. Кожа спољашњег ушног канала садржи лојне жлезде, нарочито око длачица, и посебне крупне знојне жлезде, назване церумиозне жлезде (glandulae cerzminosae). Секрет ових жлезда, који је мрке боје, помешан са секретом лојних жлезда и десквармираним ћелијама образује тзв. ушну маст, или церумен.

#### Бубна опна
Бубна опна је уложена у плитки коштани жлеб на дну спољашњег ушног канала и представља границу између спољашњег и средњег ува. Бубна опна је постављена косо (под углом од 45º) према предњем и доњем зиду спољашњег канала, због чега су ова два зида канала нешто дужа од остала два, тј. од задњед и горњег. С обзиром на састав и затегнутост, бубна опна се дели на следећа два дела:
1. лабави део (pars flaccida), назван још и Шапнелова опна, која представља горњи, односно мањи и тањи део опне, и
2. затегнути део (pars tensa) који чини њен доњи, већи и дебљи део.

Бубна опна је кожно-фиброзно-слузокожна мембрана, у виду елипсе, на којиј се разликују две стране, спољашња и унутрашња. Спољашња страна бубне опне, која је покривена кожом и танким слојем церумена, удубљена је у виду плитког левка. Њен најдубљи део, који се налази мало испред и испод средишта бубне опне, назван је пупак бубне опне (umbo membranae tympani). Од њега према горе се пружа беличаста чекићаста пруга (stria mallearis), која је проузрокована читавом дршком чекића. На горњем крају стрие маллеарис се налази купасто беличасто чекићасто испупчење (prominentia mallearis), које изазива врх спољашњег наставка (processus lateralis) чекића.
Спољашња страна бубне опне је подељена на четири квадранта бубне опне: предње-горњи, задње-горњи, предње-доњи, и задње-доњи. Иза оба горња квадранта смештене су у бубној дупљи слушне кошчице и chorda tympani. Унутрашња страна бубне опне је обложена слузокожом и у целости је испупчена према бубној дупљи. На граници између pars flaccida и pars tensa на унутрашњој страни налази се слузокожни набор бубне врпце (plica chordae tympani), испод кога пролази бубна опна (chordae tympani).
Идући од спољашњег ушног канала ка бубној дупљи, membrana tympani се састоји из следећа три слоја: 1) кожног слоја, 2) сопственог слоја бубне опне и 3) слузокожног слоја.
1. Кожни слој, који облаже спољашњу страну бубне опне, чини веома танка кожа спољашњег ушног канала. Поткожица (епидермис) се одликује врло израженом регенеративном способношћу, због чега повреде бубне опне брзо зарастају.
2. Сопствени слој бубне опне (lamina propria membranae tympani) јесте средњи, фиброзни и једини слој који искључиво припада бубној опни. Он постоји само у затегнутом делу. У фиброуном слоју уткана је фиброзним влакнима дршка чекића (manburim mallei), као и његов спољашњи наставак (processus lateralis).
3. Слузокожни слој, који облаже унутрашњу страну бубне опне, део је слузокоже бубне опне и покрива дршку чекића и бубну врпцу (chorda tympani).

### Средње уво
Средње уво је веома сложен систем шупљина и канала, смештених углавном у слепоочној кости. Средишњи део средњег ува представља бубна дупља (cavitas tympanica). Испред бубне дупље се налази Еустахијева слушна труба (tuba auditiva), која се пружа ка доњем делу ждрела. Позади бубне дупље се налазе шупљине мастоидном наставку слепоочне кости. У пределу ждрелног отвора слушне тубе (ostium pharyngeum tubae) слузокожа се увлачи у трубу, а затим и у шупљине у мастоидном наставку.

#### Бубна дупља
Бубна дупља је коштано-опнаста шупљина, која представља средишњи део средњег ува. Од спољашњег ушног канала је одвојена већ описаном бубном опном. Има облик биконкавног сочива, али се описује као призма са шест страна. Поред ових зидова, бубној дупљи се описују и слушне кошчице, које су смештене у њеној шупљини.
Зидови бубне дупље ограничавају њену шупљину. Они су:
- спољашњи или опнасти зид (paries membranacues)
- унутрашњи или лавиринтни зид
- предњи или каротидни зид
- задњи или мастоидни зид
- горњи или покровни зид
- доњи или југуларни зид

Бубна дупља је у топографском и клиничком погледу подељена на три „спрата“: горњи, средњи и доњи. Ова подела учињена ја на основу односа бубне дупље са бубном опном. Горњи спрат, или епитимпанични шпаг (recessus epitympanicus) налази се изнад бубне опне, а пружа се навише до бубног крова (tegmen tympani). Позади, епитимпанични шпаг је у вези са шупљинама у мастоидном наставку преко улаза у мастоидну пећину (aditus ad antrum). У епитимпаничном шпагу који представља највећи део шупљине бубне дупље, смештени су глава чекића (caput mallei) и тело наковња (corpus incudis). Слузокожа бубне дупље, прекривајући споменуте делове слушних кошчица и увлачећи се измедју њих, образује у епитимпаничном шпагу пличе или дубље слузокожне шпагове (рецесусе), који представљају подесна места за скупљање гноја у случајевима гнојних обољења у бубној дупљи.
Средњи спрат, или мезотимпанум (mesotympanum), налази се у нивоу бубне опне, испод епитимпаничног шпага. У средњем спрату, осим главе чекића и тела наковња, смештени су сви остали делови ове две слушне кошчице, као и цела узенгија.
Доњи спрат, или хипотимпанични шпаг (recessus hypotympanicus), лежи испод бубне опне и представља најнижи део бубне дупље у коме се скупља гној при гнојењу у бубној дупљи. Доњи спрат је одоздо затворен танким југуларним зидом бубне дупље, преко кога је у односу с унутрашњом југуларном веном.

##### Слушне кошчице
Слушне кошчице леже у бубној дупљи и преносе звучне таласе од бубне опне у унутрашње уво. Има их три, и то, идући од споља ка унутра: чекић (malleus), наковањ (incus), и узенгија (stapes). Слушне кошчице су зглобљене међусобно и то: чекић с наковњем помоћу непокретног зглоба, а наковањ са узенгијом покретним зглобом.
Слушне кошчице пружају се од спољашњег, мембранозног до унутрашњег, лавиринтног зида бубне дупље. Чекић, који је најлатерарнија кошчица, уткан је у фиброзни слој мембране тyмпани, и то својом дршком чекића (manubrium mallei) и спољашњим наставком (processus lateralis). Узенгија, која је најмедијалнија кошчица, углављена је својом базом узенгије (basis stapedis) у тремни прозор (fenestra vestibuli), на лавиринтном зиду бубне дупље.
Чекић је највећа од три слушне кошчице. Његови саставни делови су: 1) глава чекића, која представља горњи проширени део кошчице, зглобљен са телом наковања; 2) врат чекића (collum mallei), који лежи испод главе; 3) дршка чекића, која се пружа наниже, а уткана је у фиброзни слој мембране тyмпани; 4) спољашњи наставак, који је такође уткан у фиброзни слој бубне опне, на чијој спољашњој страни проузрокује чекићно испупчење (prominentia mallearis), 5) предњи наставак, који је знатно дужи од претходног, а углављен је у петротимпаничну пукотину (fissura petrotympanica).
Наковањ се налази унутра и иза чекића, а састоји се из: 1) тела наковња (corpus incudis), на коме се налази седласта зглобна површина за зглобљавање са главом чекића; 2) дугог крака, који се пружа управно наниже, паралелно са дршком чекића, а на доњем крају носи зглобну површину за зглобљавање са главом узенгије; 3) кратког крака, који је управљен уназад.
Узенгија је најмања и најмедијалнија слушна кошчица. Њени саставни делови су: 1) глава узенгије, која се зглобљава са дугим краком наковња, помоћу правог покретног зглоба; 2) предњи крак, који је раван; 3) задњи крак, који је савијен и дужи од предњег крака; 4) база узенгије, која је углављена у тремни прозор (fenestra vestibuli). Предњи и задњи крак узенгије спајају њену главу са крајевима базе узенгије, ограничавајући отвор узенгије.
Мишићи слушних кошчица јесу следећа два попречнопругаста мишића, који својим рефлекторним и синергичним дејством регулишу пренос звучних таласа са бубне опне, преко слушних кошчица, на унутрашње уво и штите га од прејаких надражаја.
- Мишић затезач бубне опне (m. tensor tympani) веома је танак, издужен мишић, чија се влакна причвршћују на зидовима истоименог коштаног полуканала (semicanalis m. tensoris tympani) и на хрскавичном делу слушне трубе. Мишић се пружа уназад и прелази у танку тетиву, која се припаја на врату чекића (collum mallei). Затезач бубне опне је инервисан истоименим живцем (n. tensoris tympani), граном мандибуларног живца. Мишић делује на чекић, кога повлачи ка унутра те тако затеже бубну опну. Овим дејством мишић увлачи базу узенгије у тремни прозор.
- Мишић узенгије (m. stapedius) јесте најмањи попречно-пругасти мишић код човека. Мишић је смештен у шупљину пирамидног испупчења (eminentia pyramidalis), на мастоидном зиду бубне дупље. Веома танка тетива излази из пирамидног испупчења на његовом врху и, пружена унапред, причвршћује се на глави узенгије. Мишић узенгије је инервисан истоименим живцем (n. stapedius), бочном граном n. facialisa. Својим дејством мишић повлачи главу узенгије напоље и назад, а тиме извлачи базу узенгије из тремног прозора. На тај начин он смањује притисак у унутрашњем уву. Мишићи слушних кошчица и њихова сложена функција у потпуности разјашњени.

#### Еустахијева слушна труба
Слушна труба је коштано-опнасто-хрскавичава цев, која спаја бубну дупљу и носни део ждрела. Слушна труба спроводи ваздух из ждрела у цавитас тyмпаница и служи за изједначавање притиска на спољашњој и унутрашњој страни бубне опне. При патолошким променама које изазивају зачепљење слушне трубе притисак на спољашњој страни бубне опне већи је од притиска на њеној унутрашњој страни, због чега настају сметње у уву. У ствари, зидови хрскавично-опнастог дела слушне трубе приљубљени су један уз други, тако да је труба углавном затворена. Она се отвара и постаје пролазна за ваздух под дејством својих мишића, који ће бити описани на крају овог поглавља.
Слушна труба, која је дуга око 36 mm, пружа се од предњег зида бубне дупље до бочног зида назофарикса, и то косо унапред, унутра и наниже. Она се, слично као и спољашњи ушни канал, састоји из два дела, коштаног и хрскавичавог, тако да се, идући од бубне дупље према ждрелу на слушној труби разликују следећи саставни делови: 1) бубни отвор; 2) коштани део; 3) хрскавичави део и 4) ждрелни отвор.
1. Бубни отвор слушне трубе (ostium tympanicum tubae auditivae) јесте њен задње-спољашњи овални коштани отвор који се налази на предњем, или каротидном зиду бубне дупље.
2. Коштани део слушне трубе, који чини мању задње спољашњу трећину трубе, пружа се од бубног отвора унапред и ка унутра. Овај део трубе образују полуканал слушне трубе (semicanalis tubae auditivae), издубљен на парс петроса слепоочне кости, и унутрашњи крај pars tympanica-ove kosti. Pars tympanica је прислоњен уз споменути полуканал, тако да га претвара у потпуни коштани канал.
3. Хрскавичави део слушне трубе, који представља њене две предње-унутрашње трећине, наставља правац коштаног дела, пружајући се према назофаринксу. Овај део трубе, који се левкасто проширује идући ка унапред, састоји се из: 1) хрскавице слушне трубе (cartilago tubae auditivae), која је у виду олучића конкавног наниже, тако да образује читав унутрашњи и горњи зид трубе, као и горњи део њеног спољашњег зида, и 2) опнасте плочице (lamina membranacea), такође олучасте, али са конкавитетом навише, а која чини највећи део спољашњег и цео доњи зид трубе. Према томе, оба дела су олучаста, а спајањем својих ивица образују потпуни хрскавично-опнасти канал. Хрскавичави део слушне трубе причвршћен је везивним ткивом уз доњу страну лобањске базе почевши од бодље клинасте кости (spina ossis shenoidalis) до унутрашњег листа птеригоидног наставка (lamina medialis processus pterygoideli). Спољашњи, углавном опнасти зид трубе, приљубљен је уз хрскавицу слушне трубе, па је труба нормално затворена. На спољашњем зиду припајају се влакна мишића затезача меког непца (m. tensor veli palatini; в. даље). Овај зид трубе у односу је са стаблом n. mandibularisa, као и са оптичким ганглионом, који лежи у уском простору између овог живца и трубе.
4. Ждрелни отвор слушне трубе, који има облик троугла или левка, представља предње-унутрашњи отвор трубе. Овај простор као што нам је познато, лежи на бочном зиду назофарикса, са којим је детаљније описан. Зидови слушне трубе, који ограничавају њену шупљину, обложени су изнутра слузокожом. Она представља продужетак слузокоже ждрела, а наставља се уназад са слузокожом бубне дупље.

Као што је већ речено, слушна труба је при мировању нормално затворена. При покретима гутања слушна труба се отвара под дејством следећа три мишића, који су детаљније описани уз меко непце и ждрело. Мишић затезач меког непца (m. tensor veli patatini), поред својих коштаних припоја, описаних детаљно уз меко непце, припаја се и на спољашњем зиду хрскавичавог дела слушне трубе. Мишић подизач меког непца (m. levator veli palatini), осим припоја на доњој страни пирамиде слепоочне кости, припаја се и на задњем крају доњег зида хрскавичавог дела слушне трубе. Својим дејством при гутању, зевању или говору ови мишићи, а нарочито m. tensor veli palatini, повлаче спољашњи и доњи зид хрскавичавог дела слушне трубе и тиме отварају трубу. Стога m. tensor veli palatini назван дилататором слушне трубе.

### Унутрашње уво
Коштани лавиринт је смештен у сунђерастом ткиву слепоочне пирамиде, унутра и нешто иза бубне дупље, од које је одвојен њеним веома танким унутрашњим, или лавиринтним зидом. Идући од спреда уназад и од унутра ка упоље коштани лавиринт се састоји из: 1) пужа (cochea), 2) трема (vestibulum) и 3) коштаних полукружних канала (canales semicirculares ossei). Сва три дела су у ствари коштане шупљине које међусобно комуницирају, а чији су зидови дебели 1-2 mm.<ref name="GRAYS40TH_36">

#### Пуж
Пуж је предњи део коштаног лавиринта, који има облик кућице баштенског пужа. Ужи крај, назван врх пужа (cupula cochleae), окренут је напред и доле, према каротидном каналу (canalis caroticus), док база пужа (basis cochlea) одговара предњем делу дна унутрашњег ушног канала (фундус меатус ацустици интерни).
Пуж се састоји из три дела: 1) стожера, 2) спиралног канала пужа и 3) коштане спиралне плочице.<ref name="GRAYS40TH_36">

#### Трем
Трем лежи иза пужа, а испред полукружних канала. У шупљини трема смештени су од опнастог унутрашњег ува: мешиница (urticulus), кесица (saculus) и тремни шпаг (caecum vestibulare) опнастог пужа. Трем има облик шупље призме са заобљеним угловима и ивицама, те му се описују шест зидова: предњи, задњи, горњи, доњи, спољашњи и унутрашњи.<ref name="GRAYS40TH_36">

#### Коштани полукружни канали
Коштани полукружни канали, којих има три, постављени су у три простора, позади и изнад трема, у чију се шупљину отварају. Названи су: предњи, задњи и спољашњи полукружни канал. Сваки полукружни канал има облик цилиндричне цеви, савијене у облику потковице, те имају по два морфолошки различита окрајка. Један окрајак је проширен и има изглед ампуте, док је други једноставан, тј. целом дужином истог калибра, те је у виду крака. Коштане ампуле, као и полукружни канали којима припадају, јесу предња, задња и спољашња. Њихови отвори се отварају сваки посебно на одговарајућем зиду трема. Коштани краци се понашају другачије у погледу отварања у шупљину трема. Краци предњег и задњег полукружног канала спајају се међусобно образујући тзв. заједнички коштани крак, који има заједнички отвор у шупљини трема. Спољашњи полукружни канал, поред своје ампуле, има и неспојен прост коштани крак, који се засебно отвара у трему. Због тога се на зидовима трема налази пет отвора поулкружних канала, од којих три припадају ампулама, а само два крацима. То су: предњи полукружни канал (canalis semicirculares anterior), задњи полукружни канал (canalis semicirculares posterior), спољашњи полукружни канал (canalis semicirculares lateralis).

## Поремећаји и болести уха
Око 10% становништва у индустријским земљама има значајна оштећења слуха. Оштећење чула слуха могу изазвати звучни сигнали јаке звучне енергије (јачине звука), али чак и дуготрајно излагање звучним сигналима средње јачине (око 70 децибела) може довести до оштећења слуха.
- Старење ува. У старости се јавља старачко оштећење слуха познато као пресбиакусија, као последица старошћу изазваних дегенеративних промена у ћелијама чула слуха у унутрашњег ува.
- Спољашње уво је подложно инфекцијама. Изазивачи запаљења спољашњег уваа екстерна су најчешће разне бактерије. Код хроничног запаљења може доћи и до разарања околних коштаних структура, тада настаје холестеатом. Уколико запаљење захвати мастоидну шупљину ради се о мастоидитису.
- Такође и у средњем уву може доћи до запаљења (отитис медија). Запаљењски процес изазива оток Еустахијеву тубу, која има улогу у „проветравању“ средњег ува што има за последицу поремећај у изједначавању притиска између средњег ува и спољашње средине и појаву испупчења бубне опне пут споља. Услед тога се запаљењски продукти (течност) нагомилавају у бубној дупљи и притисак у њој расте. Овакво запаљење се зове катар Еустахијеве тубе.
- Баротраума. Ако пораст притиска у средњем уву надвлада еластичност бубне опне он може довести до њене перфорације (руптуре-пуцања), након чега се може јавити цурење сукрвичавог секрета из спољашњег ува и смањење тегоба јер накупљени секрет отиче, а пацијент осећа олакшање због пада притиска у средњем уву. Запаљење средњег ува се често јавља код деце због честих инфекција горњих дисајних путева и преноса инфекције кроз Еустахијеву тубу у средње уво.
- Окоштавање слушних кошчица. Ово обољење се зове отосклероза а настаје услед разних процеса у уву који могу изазвати окоштавања слушних кошчица или целе бубне дупље и унутрашњег ува.
- Повреда ува. Услед јаких физичких (акустичких) траума нпр. експлозија такође може доћи до оштећења бубне оне средњег и унутрашњег ува. Да би се спречила руптура бубне опне у току јаке акустичне трауме примењује се метода зевања или Валсалва маневар како би се у што краћем времену изједначио притисак у средњем уву максималним отварањем Еустахијеве тубе.
- Оштећења унутрашњег ува могу бити последица неке инфекције (отитис интерна), трауме или употребе неких лекова. Као последица може се јавити оштећење слуха, губитак слуха и зујање у ушима (тинитус). Пошто је и орган чула равнотеже смештен у унутрашњем уву запаљењски процес може изазвати појаву вртоглавице.

### Конгениталне аномалије спољног ува
Конгениталне аномалије спољног ува могу бити повезане с трисомијама појединих хромозома, наслеђем те вирусним упалама и другим штетним деловањима током трудноће. Конгениталне аномалије спољашњег ува видљиве су већ при рођењу. Оне могу упућивати на функционалне недостатке као што су наглувост (hypoacusis) и глувоћа (anacusis). Те су аномалије чешће једностране, десностране и у око 60 посто случајева јављају се чешће код дечака.
Конгениталне аномалије спољног ува су отапостаза или одстојећа ушка, анотија, микротија, макротија, расцеп или фисура ушке, апендикс ушке, преаурикуларна фистула.

### Болести средњег ува
Отогене компликације обично су последица хроничних, а ређе акутних упала средњег ува. Могу бити егзокранијалне (акутни мастоидитис, лавиринтитис, петрозитис, пареза личнога живца) и ендокранијалне (тромбофлебитис сигмоидног синуса, менингитис, екстрадурални апсцес, субдурални апсцес, апсцес великога мозга, апсцес малога мозга).
Еустахијева туба је канал који спаја шупљину средњег ува са ждрелом.
Физичко оптерећење које нарушава и оштећује структуре у затвореним телесним шупљинама испуњенима ваздухом за време нагле промене атмосферског притиска, називамо баротраума.
- Позитивна баротраума - притисак у затвореним шупљинама је повишен.
- Негативна баротраума - притисак у затвореним шупљинама је снижен.

У телесним шупљинама, као и у средњем уву постоји одређена количина нераствореног ваздуха и она реагује на промене атмосферског притиска. Падањем атмосферског притиска при порасту висине запремина ваздуха у телесној шупљини се повећава.
Промене у Еустахијевој туби изазивају сметње у средњем уву. Баротрауматски поремећај се не јавља када је притисак у уву једнак притиску околине. Ако се Еустахијева туба отвори притисци се изједначе.
Позитивна баротраума развија се због поремећености функције тубе и ако се њено ушће у ждрелу не отвори. Тада се појављује бол и наглувост. Разлика у притиску брзо се изједначава гутањем слине, зевањем и продувавањем тубе. Ако је туба оштећена и притисак се не изједначи, тј. ушће се не отвара долази до негативне баротрауме - шире се крвне жиле, настају тачкаста крварења, одлепљење слузница, увлачење бубњића уз бол и наглувост.